# Marco Sedazio Severiano
Marco Sedazio Severiano (in latino Marcus Sedatius Severianus; Limonum, 105 d.C. circa – 161 o 162 d.C.) è stato un generale romano.

## Biografia

### Origine

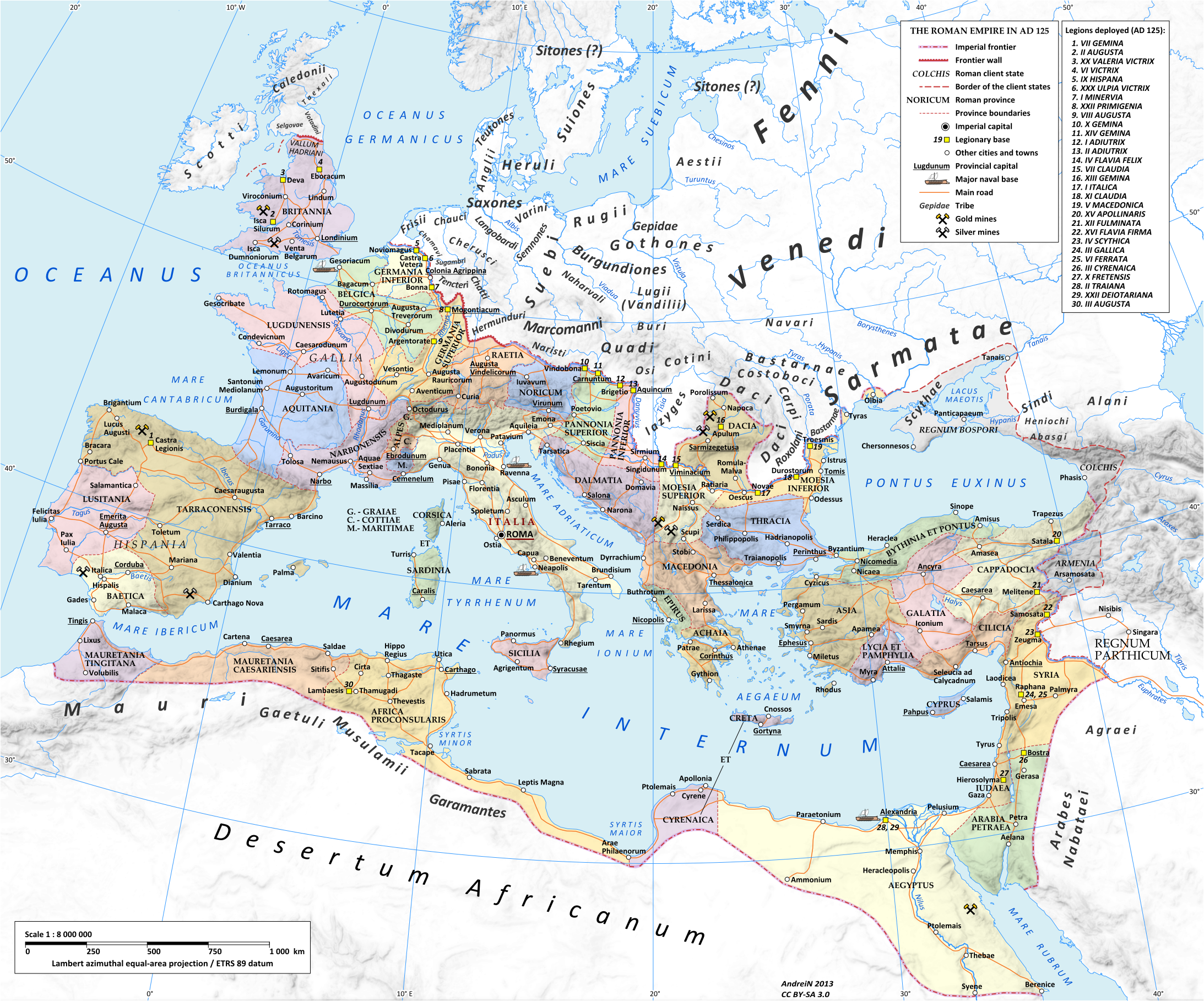
L'impero romano ai tempi di Severianuo. L'Armenia viene mostrata come uno stato cliente di Roma.

Un'iscrizione romana trovata nella moderna Poitiers (l'antica Lemonum della Gallia romana, in un'area abitata dai Pittoni) menziona Severiano ed indica questo come il suo luogo di nascita. Le sue origini galliche sono menzionate anche da Luciano di Samosata. Un'altra iscrizione menziona che Severiano proviene dalla tribù Quirina, che indica che i suoi antenati erano diventati romani sotto Claudio o i Flavi. Quasi tutti gli abitanti della Gallia erano diventati Quiriti durante il I secolo.

### Primi anni

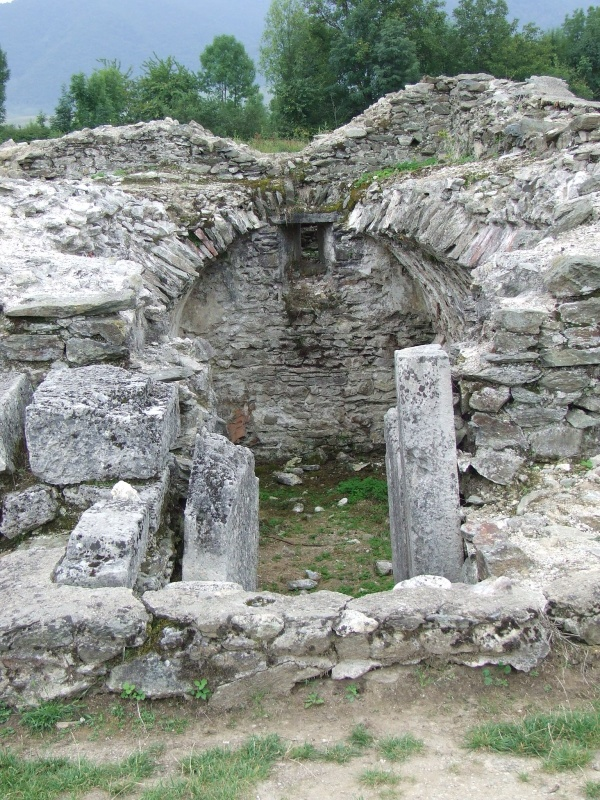
Rovine del foro della colonia romana di Ulpia Traiana Sarmizegetusa, di cui Severiano fu il protettore.

Il primo incarico pubblico noto di Severiano fu quello di Questore della Sicilia: avrebbe supervisionato il tesoro provinciale e verificato i conti. Una volta prestato servizio come questore, un antico romano poteva essere nominato al Senato, anche se ai tempi l'autorità politica del Senato era trascurabile, poiché l'imperatore deteneva il vero potere dello stato. In ogni caso l'appartenenza al Senato era una questione di prestigio e posizione sociale. Severiano probabilmente divenne senatore negli ultimi anni del regno di Adriano, infatti viene menzionato per la prima volta come senatore nelle iscrizioni di Ostia degli anni tra il 140 e il 150.
In seguito fu tribuno della plebe, un'altra posizione di prestigio, che però aveva perso la sua indipendenza e la maggior parte delle sue funzioni pratiche. 
È anche ricordato come protettore di una città, probabilmente Cadurci (ora Cahors) in Gallia. Successivamente prestò servizio come pretore e comandò la Legio V Macedonica di stanza a Troesmis nella Mesia Inferiore (corrispondente all'incirca alla Serbia moderna). Fu quindi nominato curatore, o sorvegliante, della Via Flaminia, la strada principale che conduceva a nord di Roma.
Fu governatore della Dacia romana e comandante della Legio XIII Gemina, che era di stanza dal 151 al 152. Ciò è testimoniato da numerose iscrizioni della Dacia. Due iscrizioni da Sarmizegetusa, la capitale della Dacia, danno il suo nome completo e affermano che era il protettore della città. I monumenti che conservano le iscrizioni furono eretti dopo il suo consolato, dato che la città di Sarmizegetusa fece inviare un messaggio a Roma per congratularsi con Severiano ed esprimergli la gratitudine per la sua amministrazione.
Nel 153 fu nominato console suffetto per una parte dell'anno, da luglio a settembre, dall'imperatore Antonino Pio: il consolato era il più alto onore dello stato romano e i candidati erano scelti con cura dall'imperatore. Ebbe come collega Publio Settimio Aper, prozio del futuro imperatore Settimio Severo.

### Governatore della Cappadocia
Severiano è passato alla storia per il suo governatorato della Cappadocia: la posizione era importante, poiché la Cappadocia era una provincia di confine, motivo per cui fu assegnato a Severiano, con il suo background militare e l'esperienza delle province di frontiera. Divenne governatore verso la fine degli anni 150 e gli furono assegnate due legioni.
Lo storico Marcel Le Glay suggerisce che la sua promozione fosse dovuta al sostegno di Publio Mummio Sisenna Rutiliano, governatore dell'Asia, famoso per essere stato seguace di Alessandro di Abonutico, come ci risulta dalle opere di Luciano di Samosata. Anche in Cappadocia le azioni di Severiano furono apprezzate dalla popolazione locale: su un'iscrizione di Zela è onorato come benefattore e fondatore di città;  appare anche su un'iscrizione a Sebastopoli.

### Guerra con i Parti
Nell'estate del 161 Vologase IV, re dei Parti, invase l'Armenia, espulse il sovrano Soemo, posto sul trono dai romani, e installò come re Pacoro, che era anche suo parente. Soggiogato da Alessandro di Abonutico, gran sacerdote del culto di Glicone, e convinto da lui di una facile vittoria, Severiano avanzò in Armenia con una legione (forse la Legio VIIII Hispana) senza consultarsi con l'imperatore. Sfortunatamente per lui, fu fermato e intrappolato dal Cosroe, generale parto, presso Elegeia, città armena poco oltre il confine con la Cappadocia, nei pressi delle sorgenti dell'Eufrate. Severiano tentò di arrivare allo scontro diretto con Cosroe, ma resosi conto della situazione, preferì suicidarsi. La sua legione venne completamente distrutta: la campagna era durata solo tre giorni. Fu sostituito come governatore della Cappadocia da Marco Stazio Prisco.
Alcuni storici ritengono che la sconfitta di Severiano ad Elegeia spieghi la scomparsa delle legioni XXII Deiotariana e VIIII Hispana, ma non esistono prove che possano confermare questa ipotesi; il destino delle due legioni è ancora controverso.